# Шанай-Тимпишка
Шанай-Тимпишка (исп. Shanay-timpishka) — река в Перу, называемая «единственной кипящей рекой в мире». Левый приток реки Пачитеа. Известна высокими температурами — от 45 °C до почти 100 °C. Имя реки на языке племени ашанинка, живущего в окрестностях, означает «Разогретая жаром Солнца», и, согласно научным данным, первопричиной такой высокой температуры является линия разлома земной коры. Вода в реке нагревается из-под земли раскалённой расплавленной породой при отсутствии вулканической активности. Длина реки — 9 км.
Река находится в лесном массиве Маянтуяку, который является частью высотных лесов в Уануко. Племя ашанинка рассматривает эту реку как священный объект. По их поверьям эту реку нагревает гигантский дух-змея.
Исследователь геотермальных источников Андрэас Рузо обнаружил реку в 2011 году и исследовал природу явления. Им написана книга о реке «Кипящая река: приключения и открытия в бассейне Амазонки» (англ. The Boiling River: Adventure and Discovery in the Amazon).